# 志戸坂トンネル
座標: 北緯35度12分38.28秒 東経134度19分52.96秒 / 北緯35.2106333度 東経134.3313778度

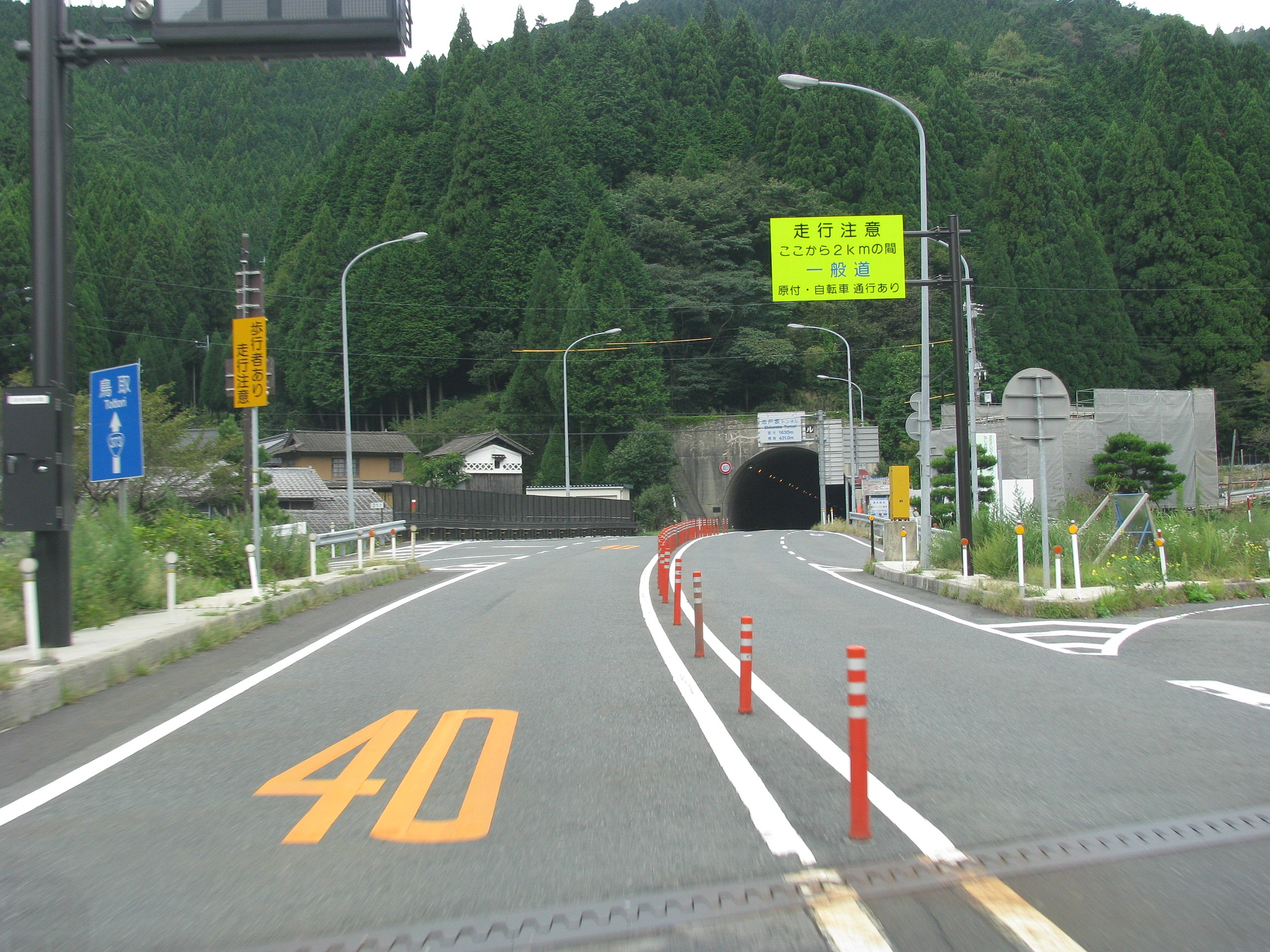
国道373号の志戸坂トンネル
（2010年9月26日） 注：制限速度は現在と異なる。

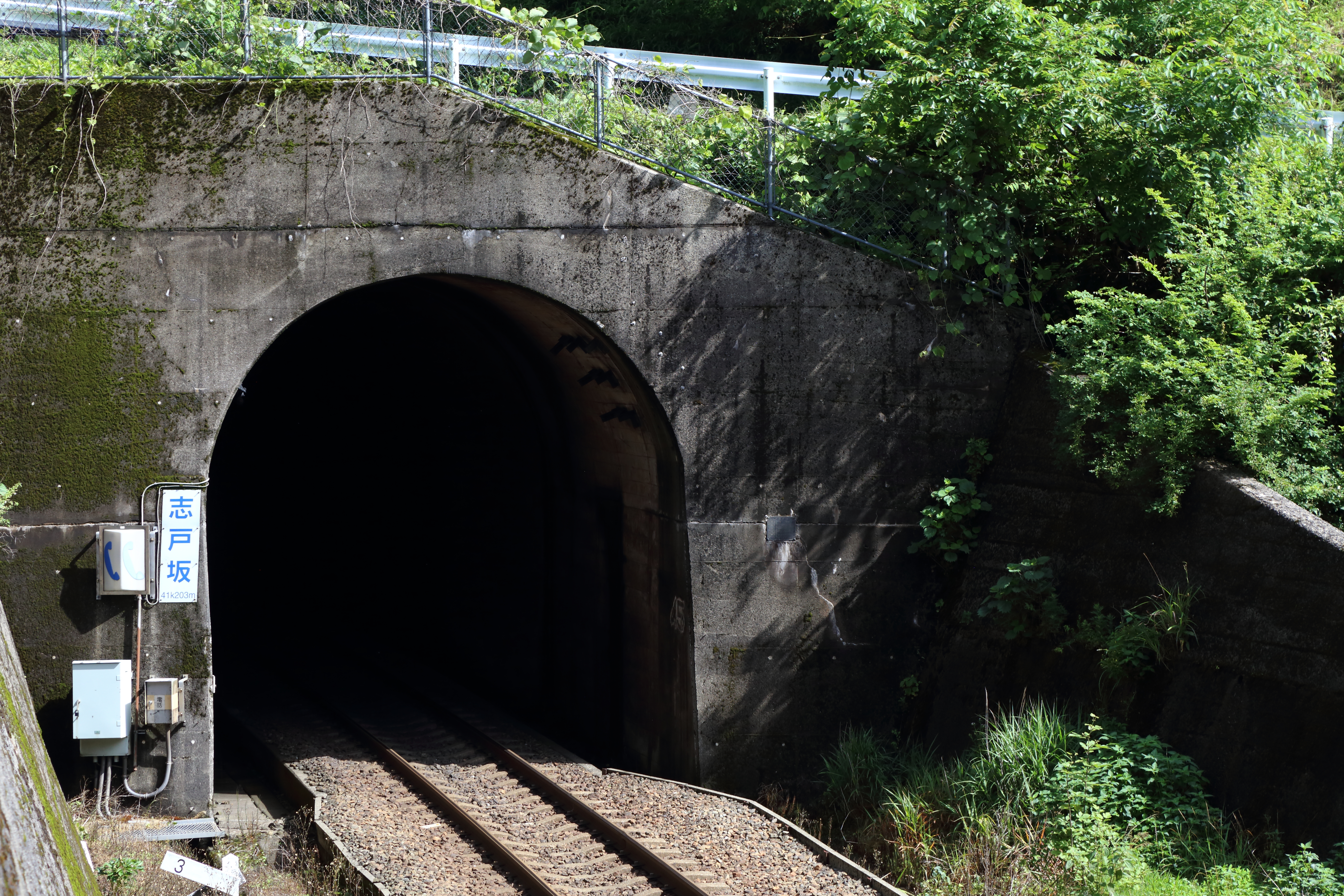
岡山県英田郡西粟倉村側
（2025年6月17日）

志戸坂トンネル（しとさかトンネル）は、岡山県英田郡西粟倉村と鳥取県八頭郡智頭町の間にある県境トンネルで、
1. 国道373号の道路トンネルである。
2. 智頭急行智頭線の鉄道トンネルである。

いずれも名称の由来は、付近にある旧因幡街道・旧智頭往来の志戸坂峠から。
本項では 1. - 2. について詳述する。また 1. の旧トンネルについても説明する。

## 道路

### 志戸坂トンネル
志戸坂トンネル（しとさかトンネル）は、国道373号の道路トンネルで岡山県英田郡西粟倉村坂根 - 鳥取県八頭郡智頭町駒帰を結ぶ。1981年（昭和56年）に開通。
東側（上り線側）に歩道を有し、一般道路でありながら鳥取自動車道の国道373号志戸坂峠道路区間における当面活用区間となっていて、坑口南側の「坂根交差点」と、坑口北側の「駒帰交差点」では、本線がそのまま鳥取自動車道に直結し、一般道路の国道373号現道が分岐する構造となっている。
諸元
- 全長： 1,630.0 m
- 幅： -
- 高さ： -
- 貫通年： -
- 開通年：1981年（昭和56年）に開通。[1]
- 設計速度： 60 km/h
- 制限速度： 50 km/h

### 旧志戸坂隧道

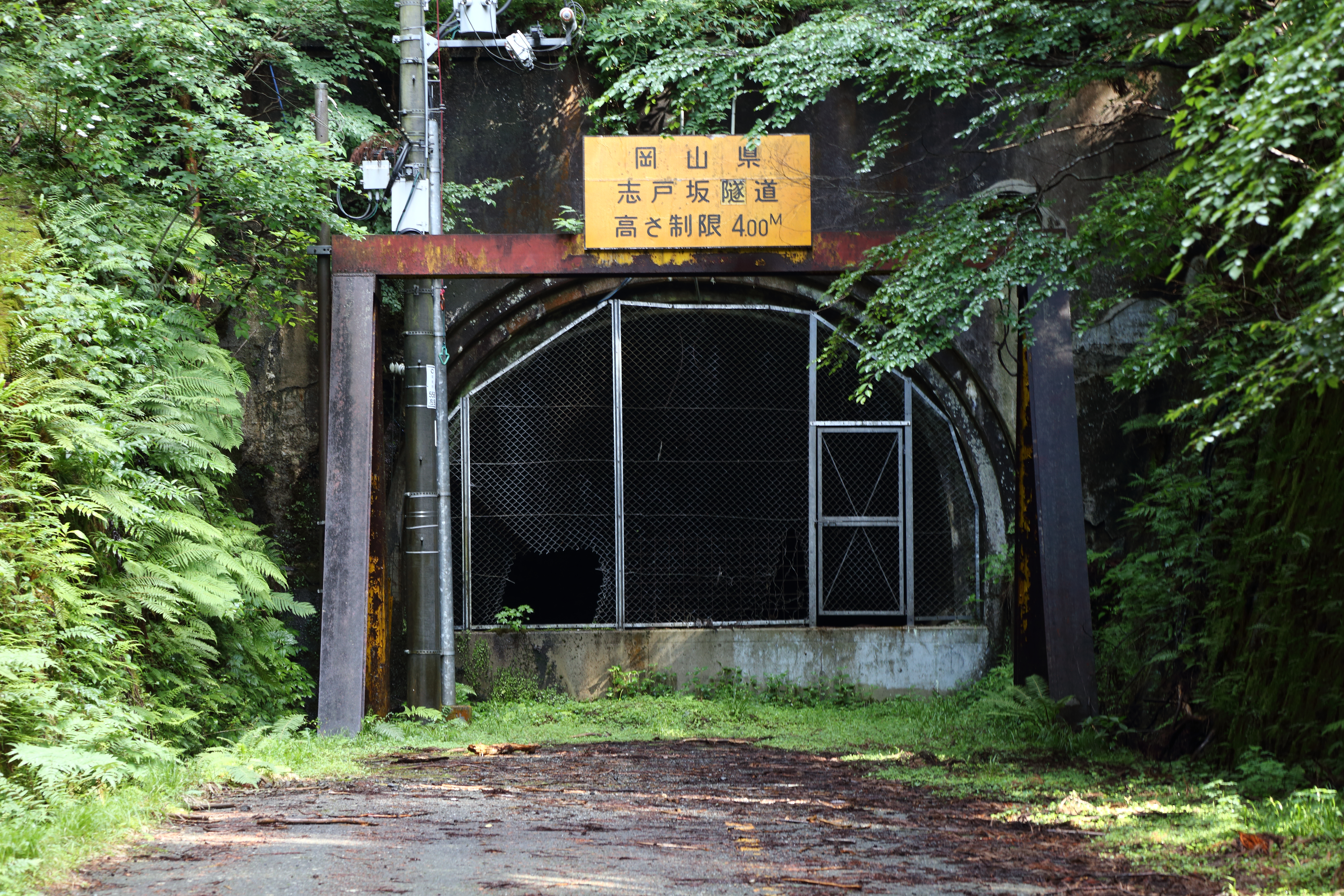
岡山県英田郡西粟倉村側
（2025年6月17日）

旧志戸坂隧道（きゅう しとさかずいどう）は、廃道となった旧国道373号にある元道路トンネルで、岡山県英田郡西粟倉村坂根 - 鳥取県八頭郡智頭町駒帰を結んでいた。旧志戸坂トンネル（きゅう しとさかトンネル）とも呼ばれる。現在の志戸坂トンネルが新しく開通したのに伴い、1981年（昭和56年）に閉鎖。
閉鎖後は地元町村が管理し、西粟倉村がシイタケ栽培実験施設として、智頭町が板井原ごうこ（伝統的な沢庵漬けの一種）の生産場 として活用されている。また、坑口北側は智頭町道3615号志戸坂線となっている。
諸元
- 全長： 565.0 m [2]
- 幅： 5.4 m [2]
- 高さ： 4.0 m [2]
- 貫通年： -
- 開通年： 1935年（昭和10年）[3]
- 閉鎖年： 1981年（昭和56年） [2]

## 鉄道

### 志戸坂トンネル
志戸坂トンネル（しとさかトンネル）は、智頭急行智頭線の鉄道トンネルである。智頭急行線では一番長いトンネルである。岡山県英田郡西粟倉村影石のあわくら温泉駅と鳥取県八頭郡智頭町中原の山郷駅の間にあり、1994年（平成6年）の智頭線開業とともに供用開始。
諸元
- 全長： 5,592.0 m
- 幅： -
- 高さ： -
- 貫通年： -
- 開通年： 1994年（平成6年）
- 制限速度： 130 km/h